# Grote kustmot
De grote kustmot (Caryocolum blandella) is een vlinder uit de familie tastermotten (Gelechiidae). De wetenschappelijke naam is voor het eerst geldig gepubliceerd in 1852 door Douglas.
De soort komt voor in Europa.